# Polydora (dierengeslacht)
Polydora is een geslacht van  borstelwormen uit de familie Spionidae. De wetenschappelijke naam werd in 1802 voor het eerst gepubliceerd door 
L.A.G. Bosc.

## Soorten
- Polydora aggregata Blake, 1969
- Polydora alloporis Light, 1970
- Polydora anophthalma Rioja, 1962
- Polydora attenuata Claparède, 1868
- Polydora aura  Sato-Okoshi, 1998
- Polydora bioccipitalis Blake & Woodwick, 1972
- Polydora brevipalpa Zachs, 1933
- Polydora calcarea (Templeton, 1836)
- Polydora carinhosa Radashevsky, Lana & Nalesso, 2006
- Polydora cavitensis Pillai, 1965
- Polydora ciliata (Johnston, 1838) = Slikkokerworm
- Polydora cirrosa Rioja, 1943
- Polydora colonia Moore, 1907
- Polydora cornuta Bosc, 1802
- Polydora curiosa Radashevsky, 1994
- Polydora dinthwanyana Simon, 2011
- Polydora ecuadoriana Blake, 1983
- Polydora fulva Grube, 1878
- Polydora fusca Radashevsky & Hsieh, 2000
- Polydora gaikwadi Day, 1973
- Polydora glycymerica Radashevsky, 1993
- Polydora haswelli Blake & Kudenov, 1978
- Polydora hermaphroditica Hannerz, 1956
- Polydora heterochaeta Rioja, 1939
- Polydora hoplura Claparède, 1868
- Polydora hornelli Willey, 1905
- Polydora kaneohe Ward, 1981
- Polydora laticephala Hartmann-Schröder, 1959
- Polydora latispinosa Blake & Kudenov, 1978
- Polydora limicola Annenkova, 1934
- Polydora lingshuiensis Ye, Tang, Wu, Su, Wang, Yu & Wang, 2015
- Polydora lingulicola Abe & Sato-Okoshi, 2020
- Polydora mabinii Williams, 2001
- Polydora maculata Day, 1963
- Polydora magna Berkeley, 1927
- Polydora manchenkoi Radashevsky & Pankova, 2006
- Polydora nanomon Orensky & Williams, 2009
- Polydora narica Light, 1969
- Polydora neocaeca Williams & Radashevsky, 1999
- Polydora neocardalia Hartman, 1961
- Polydora nuchalis Woodwick, 1953
- Polydora onagawaensis Teramoto, Sato-Okoshi, Abe, Nishitani & Endo, 2013
- Polydora pacifica Takahashi, 1937
- Polydora paucibranchis Ehlers, 1913
- Polydora penicillata Hutchings & Rainer, 1979
- Polydora plena Berkeley & Berkeley, 1936
- Polydora posthamata Jones, 1962
- Polydora punctata Hartmann-Schröder, 1959
- Polydora pygidialis Blake & Woodwick, 1972
- Polydora quintanarooensis Delgado-Blas, 2008
- Polydora rickettsi Woodwick, 1961
- Polydora robi Williams, 2000
- Polydora spondylana Mohammad, 1973
- Polydora spongicola Berkeley & Berkeley, 1950
- Polydora triglanda Radashevsky & Hsieh, 2000
- Polydora tunicola Abe, Hoshino & Yamada in Abe, Hoshino, Yamada, Ogino, Kawaida & Sato-Okoshi, 2022
- Polydora umangivora Williams, 2001
- Polydora variegata Imajima & Sato, 1984
- Polydora villosa Radashevsky & Hsieh, 2000
- Polydora vulgaris Mohammad, 1972
- Polydora websteri Hartman in Loosanoff & Engle, 1943
- Polydora wobberi Light, 1970
- Polydora wolokowensis Zachs, 1925
- Polydora woodwicki Blake & Kudenov, 1978